# Thanduyise Khuboni
Thanduyise Khuboni, född 22 maj 1986 i Durban, är en sydafrikansk fotbollsspelare som spelar i Mpumalanga Black Aces och Sydafrikas landslag.